# Ajstrup (Aalborg Kommune)
 For alternative betydninger, se Ajstrup. (Se også artikler, som begynder med Ajstrup)
Ajstrup er en landsby i det sydlige Vendsyssel med 148 indbyggere (2008) . Ajstrup er beliggende to kilometer nord for Sulsted og to kilometer syd for Tylstrup. Landsbyen hører under Aalborg Kommune og er beliggende i Ajstrup Sogn.
Landsbydannelsen er hovedsagelig foregået i byens nordligste del. Den oprindelige landsbystruktur opleves tydeligt
idet bebyggelsen stadig ligger omkring den gamle Forte , der er bevaret som et stort åbent engareal med et øst-vestgående vandløb.
Engarealerne i den gamle forte udgør et karakterfuldt omdrejningspunkt for landsbyen. Ajstrup Kirke ligger vest for landsbyen. Landsbyen huser også en tømrer og polstrer. Idrætspladsen er lokaliseret i den vestlige del.